# Minh Tran Huy
Pour les articles homonymes, voir Tran (homonyme).
Minh Tran Huy, née le 16 mars 1979 à Clamart, est une romancière française d'origine vietnamienne.

## Biographie
Minh Tran Huy est née le 16 mars 1979 à Clamart, dans la région parisienne. Après des études en classe préparatoire au lycée Henri-IV, une maîtrise de lettres à l'université Panthéon-Sorbonne et un master à l'Institut d'études politiques de Paris, elle est devenue rédactrice en chef adjointe au Magazine littéraire, mensuel consacré à la littérature et à la philosophie, et chroniqueuse sur diverses émissions littéraires (Des mots de minuit, Le Bateau Livre...).
En 2007, elle publie son premier roman, La Princesse et le Pêcheur (éd. Actes Sud), qui conte une amitié amoureuse sur fond de mémoire du Vietnam. En écho au récit principal, le livre fait une large place aux contes traditionnels vietnamiens. La Princesse et le Pêcheur fait partie des trois premiers romans les mieux vendus de la rentrée 2007 et des livres préférés des libraires de cette même rentrée d'après une enquête de Livres Hebdo. Finaliste du Goncourt du premier roman et du prix des Cinq continents, il a reçu plusieurs prix, dont le prix Gironde Nouvelles écritures 2008. 
Après un recueil de contes, Le Lac né en une nuit et autres légendes du Vietnam, paraît un deuxième roman, La Double vie d'Anna Song, inspiré de l'imposture au cœur de l'affaire Joyce Hatto. Le livre a obtenu le prix Pelléas, qui couronne chaque année « un livre consacré à la musique pour ses qualités littéraires », le « prix des lecteurs » du Salon Livres et musiques de Deauville, le prix littéraire de l'Asie, ainsi que le prix Drouot 2010.
Elle est nommée chevalier des Arts et des Lettres en 2011. 
Son troisième roman, Voyageur malgré lui, paraît en 2014 aux éditions Flammarion. Le livre met en scène le premier « touriste pathologique », Albert Dadas, fugueur maladif et « voyageur malgré lui » qui permet à la narratrice, Line, de dérouler une histoire familiale placée sous le signe de l'errance et de dévoiler, en particulier, le destin de son père. Sélectionné pour le prix Interallié ou encore le prix des Libraires, le roman est également l'un des trois finalistes du grand prix de l'Académie française. Il a obtenu le prix des lecteurs de l'Escale du livre de Bordeaux.
En 2017, elle publie un essai, Les écrivains et le fait divers : une autre histoire de la littérature, aux éditions Flammarion.
Son quatrième roman, Les Inconsolés, est paru en janvier 2020 aux éditions Actes Sud. Cette histoire d'amour impossible qui emprunte au conte de fées et au polar engage une réflexion sur les transfuges de classe, les codes de l'élite et le métissage des cultures. Le livre a reçu le Prix d'ailleurs et d'ici.
En 2022 paraît Un Enfant sans histoire, qui croise les parcours de son fils autiste sévère, Paul, et de Temple Grandin, qui fut la première à écrire une autobiographie d'autiste et réussit spectaculairement dans son domaine professionnel, jusqu'à se voir consacrer un film par Hollywood, Temple Grandin, qui valut à l'actrice jouant son rôle, Claire Danes, un Golden Globe pour son interprétation. Minh Tran Huy donne ainsi un visage à la différence, tant celle qu'on célèbre car elle est productive, que celle qui pèse et qu'on cache. Elle a reçu pour son ouvrage le Prix Michel Tournier et le Prix Essais France Télévisions.

## Œuvre

### Romans
- La Princesse et le Pêcheur, Arles, Actes Sud, 2007, 208 p.  (ISBN 978-2742769537), prix Gironde-Nouvelles-Ecritures 2008
- La Double Vie d'Anna Song : roman, Roman, Arles, Actes Sud, 2009, 192 p. (ISBN 978-2-7427-8567-4)
- Voyageur malgré lui, roman, Paris, Flammarion, 2014, 240 p.  (ISBN 978-2-08-133356-7)
- Les Inconsolés, roman, Arles, Actes Sud, 2020, 336 p.  (ISBN 978-2-330-13069-5)

### Recueil de contes
- Le Lac né en une nuit : et autres légendes du Viêtnam, contes, Arles, Actes Sud, coll. « Babel », 2008, 144 p.  (ISBN 978-2742775545)

### Témoignage
- Un enfant sans histoire, Arles, Actes Sud, 2022, 208 p.  (ISBN 978-2-330-16920-6)
- Ma grand-mère  et le Pays de la poésie,  Flammarion, 2025, 180 p.  (ISBN 978-2-0804-5095-1)

### Autres textes
- L'Esprit de l'érable rouge a été mis en musique par Karol Beffa.
- Les Écrivains et le fait divers : une autre histoire de la littérature, essai, Flammarion, 2017  (ISBN 9782081288089)